# Mort ou vif (film, 1986)
Pour les articles homonymes, voir Mort ou vif.
Pour plus de détails, voir Fiche technique et Distribution.
Mort ou vif (Wanted: Dead or Alive) est un film américain réalisé par Gary Sherman, sorti en 1986.

## Synopsis
À Los Angeles, un chasseur de primes est officieusement chargé d'alpaguer un terroriste implacable qui sévit dans la ville en commettant d'atroces attentats.

## Fiche technique
- Titre français : Mort ou vif
- Titre original : Wanted: Dead or Alive
- Réalisateur : Gary Sherman
- Scénario : Gary Sherman, Michael Patrick Goodman et Brian Taggert
- Musique : Joseph Renzetti
- Photographie : Alex Nepomniaschy
- Montage : Ross Albert
- Production : Robert C. Peters
- Sociétés de production : New World Pictures & Balcor Film Investors
- Société de distribution : New World Pictures
- Pays :  États-Unis
- Langue : Anglais
- Format : Couleur - Ultra Stéréo - 35 mm - 1.85:1
- Genre : Policier, Action
- Durée : 106 min
- DVD BLU-RAY : Chez Carlotta Films, Le 23 août 2022 (Nouveau master restauré HD)

## Distribution
- Rutger Hauer (VF : Michel Vigné) : Nick Randall
- Gene Simmons (VF : Mostéfa Stiti) : Malak Al Rahim
- Robert Guillaume (VF : Robert Liensol) : Philmore Walker
- William Russ (VF : Julien Thomast) : Le lieutenant Danny Quintz
- Jerry Hardin : John Lipton
- Mel Harris : Terry
- Hugh Gillin : Patrick Donoby
- Robert Harper : Dave Henderson
- Eli Danker : Robert Aziz
- Tyler Tyhurst (VF : Richard Leblond) : Charlie Higgins
- Susan McDonald : Louise Quintz